# Сръбска прогресивна партия в Македония
Сръбската прогресивна партия в Македония (СППМ) (на сръбски: Српска напредна странка у Македонији), (на македонска литературна норма: Српска напредна странка во Македонија) е политическа партия в Северна Македония.
Партията поддържа контакти със сръбски и други неправителствени организации в страната, Сърбия, Черна гора и Република Сръбска.
Участва на парламентарните избори през 2008 г., но не успява да получи депутатско място. Все пак получава редица места в местните ръководства на общинско равнище в Куманово и района на Скопска Църна гора.
На парламентарните избори на 5 юни 2011 г. председателят на партията Драгиша Милетич става депутат, като кандидат на своята партия в рамките на коалиция водена от СДСМ.
Конгрес на СППМ на 9 март 2014 г. в Куманово избира Ване Величкович за нов председател на партията. Драгиша Милетич отхвърля законността на решението и заявява, че друг легитимен партиен форум, проведен в с. Баняне, Скопска Църна гора, го е преизбрал като председател.